# Aracataca
Aracataca es un municipio colombiano del departamento del Magdalena. Allí nacieron el Premio Nobel de Literatura Gabriel García Márquez y el fotógrafo y caricaturista Leo Matiz Espinoza.

## Historia
La fundación de Aracataca se remonta a 1885, habiendo sido elevada a la categoría de municipio en 1915 por la Ordenanza N.° 8, segregada de Pueblo Viejo. Fue primer secretario general de la alcaldía Juan Jacobo Restrepo González.
Se inició Aracataca en las tierras de «La Santísima Trinidad de Aracataca» denunciadas como realengas y solicitadas en adjudicación por don Basilio García en 1797. Para su origen como población debió ocurrir la sumisión de los esclavos en 1851, y sus consecuencias inmediatas: las Guerras Civiles entre liberales y conservadores, cruentas en las antiguas provincias de Padilla y del Valle de Upar. 

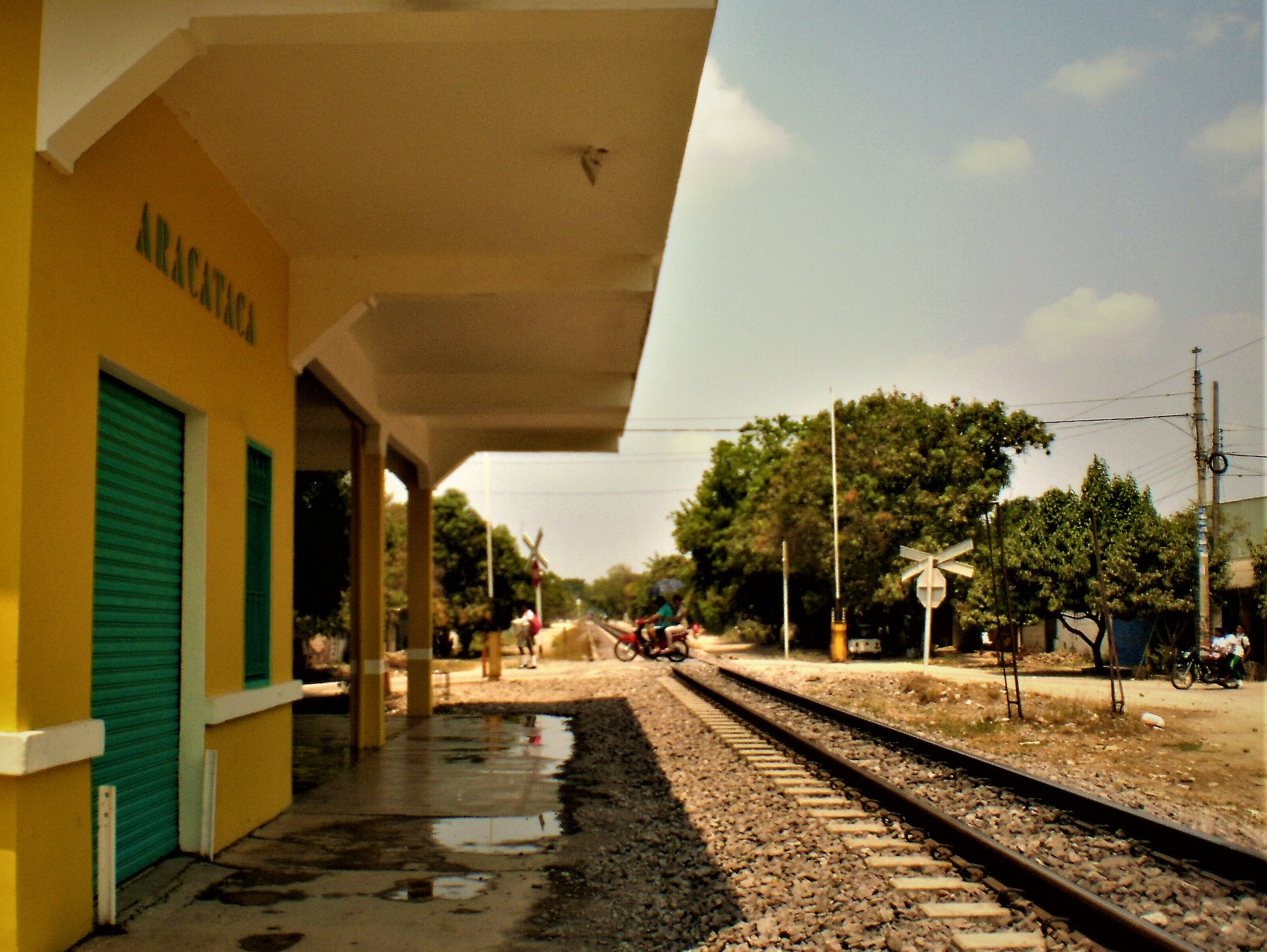
Estación ferroviaria de Aracataca, hoy destinada a tráfico de cargas.

En los pueblos los grupos débiles de partido y de tierras huyeron a refugiarse en los montes; y encontraron, en 1857, en el antiguo «Camino de la Montaña», la hacienda del italiano Giacomino Costa Colón, quien les parceló parte de su «Santa Rosa de Aracataca» para iniciar las explotaciones de tabaco y de cacao y el corte de maderas. Para 1870 tenía Aracataca 292 habitantes, en su mayor parte refugiados, con marcada homogeneidad social y heterogeneidad cultural.
En 1889 se tuvo el Corregimiento por Acuerdo Número 9 de 26 de noviembre del Concejo Municipal de San Juan del Córdoba. Luego la Compañía Francesa Inmobiliaria y de Plantaciones reemplazó en Aracataca la vocación de las parcelas de tabaco de los refugiados de las Guerras Civiles de la hacienda «Santa Rosa de Aracataca» del italiano Giacomino Costa Colón, por las de cacao, en las últimas décadas del siglo XIX; surgió en Aracataca la vereda Theobromina como centro agrícola de explotación de la fruta Theobroma cacao, y con los inmigrantes franceses aparecieron las primeras memorias fotográficas del extraordinario pasado subregional.
En 1894 llegó el telégrafo, del que se conserva la construcción original, refaccionada en 1924, año en el cual laboró en sus instalaciones Gabriel Eligio García, por lo que hoy es Monumento Nacional.
Para 1908 llegó el ferrocarril a Aracataca, con la expectativa de un trazado final hasta el río Magdalena, ya fuere al puerto de Plato o al de Cerro de San Antonio: “El inocente tren amarillo que tantas incertidumbres y evidencias, y tantos halagos y desventuras, y tantos cambios, calamidades y nostalgias, había de llevar a Macondo.”
Sin embargo, la zona de riego con suelos de aluvión llegaba hasta la margen derecha del río San Sebastián de Tayronaca, por lo que para los estadounidenses no ameritaba seguir con la construcción férrea, puesto que en adelante existían suelos depreciados sin riego y por tanto sin posibilidad de explotación agrícola, que no aseguraban productos para los mercados de exportación.
Así, el terminal final del tren lo fue Buenos Aires, desde el 22 de octubre de 1906 hasta 1922, cuando fue trasladado a la ribera izquierda del mismo río, La Envidia (hoy, la cabecera municipal de Fundación). La avalancha de nacionales y extranjeros que trajo el tren a la entonces cosmopolita Aracataca, inició el cambio y adoptó el nuevo cuadro de costumbres, el mestizaje, las nuevas vivencias.
Tal fue la importancia del intercambio cultural que generó el ferrocarril, que en Ciénaga, Santa Marta y después en La Habana se tarareaban canciones generadas en la simbiosis cultural de la Zona Bananera.

## Geografía
Comprende dos regiones perfectamente definidas, una al occidente: plana y baja de altas temperaturas, en las proximidades de la Ciénaga Grande, y la otra al oriente, formada por la Sierra Nevada que tiene elevaciones hasta de 5.775 m s. n. m.
Aracataca está en la segunda vertiente hidrográfica del departamento del Magdalena. Esta está dominada por la Ciénaga Grande, hacia donde vierten sus aguas una gran cantidad de ríos, caños arroyos y quebradas. Dentro del municipio se encuentra el río Aracataca, que está formado por el río Mamancanaca que a su vez recibe las aguas del Duraimena; el río Piedras que nace en la Sierra Nevada y desemboca en el río Fundación; y otros ríos de menor importancia. El casco urbano está regado por el río Aracataca y los canales de riego Antioquia y Tolima que atraviesan el poblado, además recibe aguas del río Fundación, el río Tucurinca y otros ríos menores como el Maranchucua y el Duboncina. Los centros poblados Buenos Aires y Sampués están regados por el canal de riego Corralito.

## División político-administrativa
Su cabecera municipal se encuentra dividida en 38 barrios. 
Aracataca tiene bajo su jurisdicción los siguientes centros poblados:
- Cauca.
- El Tigre.
- Gunmakú.
- Río de Piedra II.

Dos de las cuales se encuentra conurbana con la cabecera municipal de Fundación:
- Buenos Aires.
- Sampués.

## Economía local

### Agricultura
Tradicionalmente, a lo largo de la historia del municipio de Aracataca, este ha sido el renglón sobresaliente, constituyéndose en la base de la estructura económica del municipio, donde se destacan cultivos transitorios como el arroz y algunos permanentes como la palma africana y el Banano.
Respecto a la distribución del uso del suelo, el municipio de Aracataca posee una extensión de 173.626 has, aproximadamente de la cual el 4.3 %, es decir, 7.608 has corresponden cultivos agrícolas, el 30.4%, que equivale a 53.309 son utilizadas en pasto de ganadería extensiva, el 50.1%, es decir 87.860 ha, a bosques y el 15.2 % restante, es decir, 26.523 ha a otros cultivos. También se pueden encontrar a través de diferentes épocas, una rotación de diferentes cultivos y pastizales.

### Ganadería
Realmente este subsector no representa para Aracataca una actividad fuerte, comparado con el total departamental registrado por la URPA. Así que el municipio presentó para el año de 1996 una población bovina de 18.900 cabezas representando el 1.8 % del total de la ganadería en el Magdalena. Esta población ganadera ocupaba 53.309 ha

### Pesca
Lo que respecta a la actividad piscícola en el municipio no representa un peso significativo para la economía de Aracataca. Solo existen algunos estanques construidos con capacitación de la UMATA como proyectos demostrativos.
El municipio a pesar de poseer un gran potencial hídrico, no existen acciones que incentiven la producción de peces en estanques construidos en tierra. En el sector de la Sierra se pueden implementar proyectos multipropósitos que sirvan tanto para la producción de peces en estanques como para el riego de cultivos (estanques y jagüeyes.). Además se pueden aprovechar las tierras no aptas para cultivos agrícolas y utilizarlas en la producción piscícola.

### Minería
La minería que se presenta en el municipio es de escala pequeña y se reduce solamente a la extracción de material de arrastre de los ríos Aracataca y Fundación, en ese sentido se ha localizado una cantera debidamente legalizada en el sector de la Vuelta del torito, aproximadamente a unos seis (6) km aguas arriba de la cuenca del río Aracataca. Además se extrae material de arrastre por parte de los propietarios de camiones tipo volqueta que es comercializado para la industria de la construcción; precisamente son estos sitios donde se presenta erosión lateral del talud bien sea aguas arriba o aguas abajo del punto de explotación incontrolada.

### Industria
Con la alta producción de arroz generado en años anteriores en Aracataca se establecieron varias empresas agroindustriales, ofreciendo un número significativos de empleos. Pero que debido a la alta disminución de este cultivo muchas de estas empresas se vieron en la necesidad de llevar a cabo la liquidación total.
Sin embargo, actualmente se registran en el municipio tres (3) empresas del sector industrial; de estas fábricas dos (2) se dedican a la extracción de aceite de palma africana que es trasladado a Ciénaga o Barranquilla para su refinamiento y embotellamiento final. Además existe una empresa que se dedica a la trilla de arroz.

### Comercio y servicios
La actividad comercial que se genera en el casco urbano de Aracataca se realiza en los alrededores la plaza central y a lo largo y ancho de la calle 8, convirtiéndose en un sector donde se han ubicado todo tipo de establecimientos comerciales como farmacias, billares, graneros, restaurantes, almacenes de venta de ropas, peluquerías, fuentes de soda, panaderías, ferreterías, etc.

### Comunicaciones

#### Vías de comunicación

##### Aéreas
El municipio de Aracataca utiliza el aeropuerto Simón Bolívar de Santa Marta, con el que existen autobuses de enlace.

##### Terrestres
El municipio cuenta en la actualidad con dos sistemas, uno de carácter urbano-rural y otro interurbano, este último permite la comunicación directa con Santa Marta, cuya cercanía, permite al municipio de Aracataca utilizar la infraestructura de la terminal de transporte, el aeropuerto Simón Bolívar y el sistema portuario del distrito de Santa Marta.

## Turismo

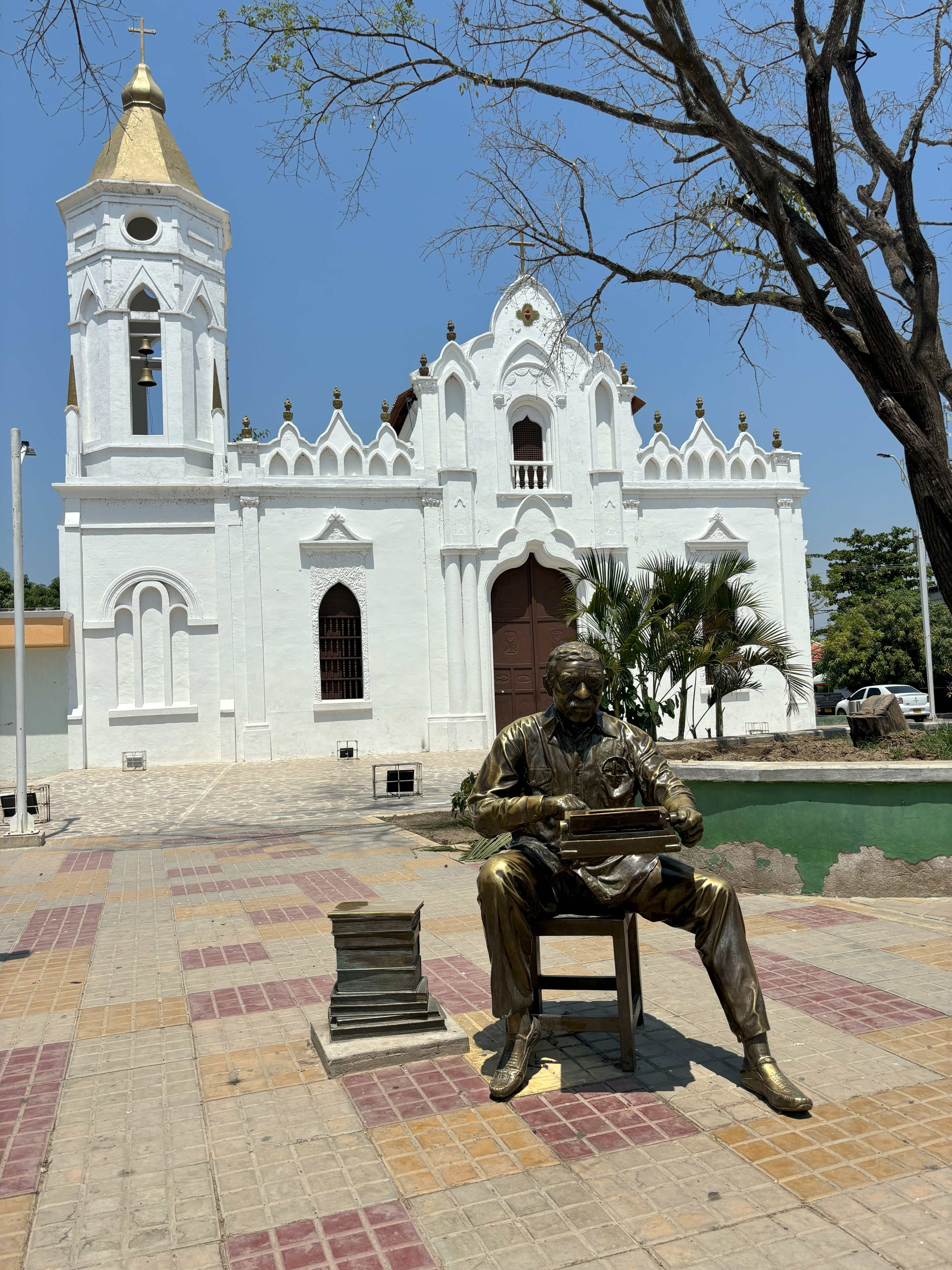
Estatua de Gabriel García Márquez en la plaza principal de Aracataca. Al fondo, la iglesia de San José.

Aracataca tiene fama mundial por ser la tierra natal de Gabriel García Márquez y por sus novelas basadas en la cultura e historia del pueblo. Gente de todo el mundo visita a Aracataca para conocer la Casa Museo de Gabriel García Márquez, la estatua de Remedios, la bella, la Casa del Telegrafista y la tumba de Melquíades.
- Estación de Ferrocarril, por muchos años no se ha usado, pero el 28 de abril de 2011 se entregó a la comunidad para funcionar turísticamente en la Ruta de Macondo.
- Casa Museo Gabriel García Márquez, donde nació el escritor.
- Museo Administración Postal Nacional Casa del Telegrafista, donde trabajó el padre del escritor, Gabriel Eligio García Martínez.
- Biblioteca Gabriel García Márquez, donada por Japón al municipio, y ahora depende de la Caja de Compensación Familiar del Magdalena, Cajamac.
- Biblioteca Remedios, la bella.
- Acequia y parque lineal Macondo con murales realizados por el pintor y escultor Melkin Merchán.
- Parque central de Aracataca. Estatuas de Simón Bolívar y de GGM.
- Camellón 20 de julio-Parque Ayacucho.

## Principales festividades
- Sus principales festividades son: el Festival de la Canción Inédita, aniversario del municipio (abril), el Festival del Río, las Corralejas, la Semana de la Cultura y el Reinado Nacional de la Palma de Aceite.
- El municipio también celebra los Reyes Magos, carnavales, Semana Santa y la Virgen del Carmen.

## Gastronomía
- Guineo cocido con queso (cayeye).
- Sancocho de gallina criolla, de pescado y de mondongo (trifásico).
- Mazamorra de guineo.
- Pastel de arroz y carnes.
- Bollo de yuca

## Servicios públicos
- Energía Eléctrica: Air-e, del grupo EPM, es la empresa prestadora del servicio de energía eléctrica.
- Gas Natural: Gases del Caribe es la empresa distribuidora y comercializadora de gas natural en el municipio.

## Galería

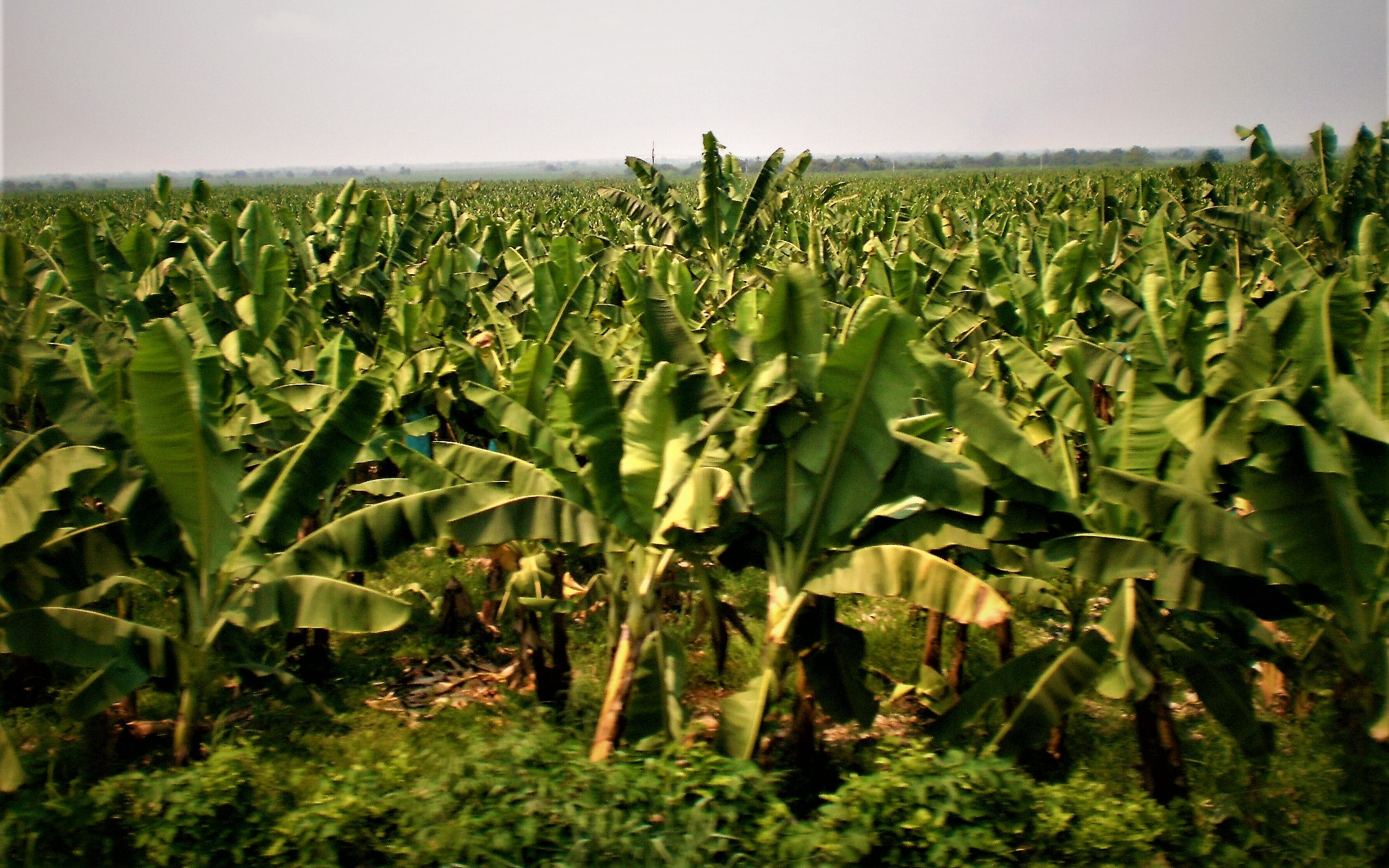
Zona bananera, en las afueras de Aracataca
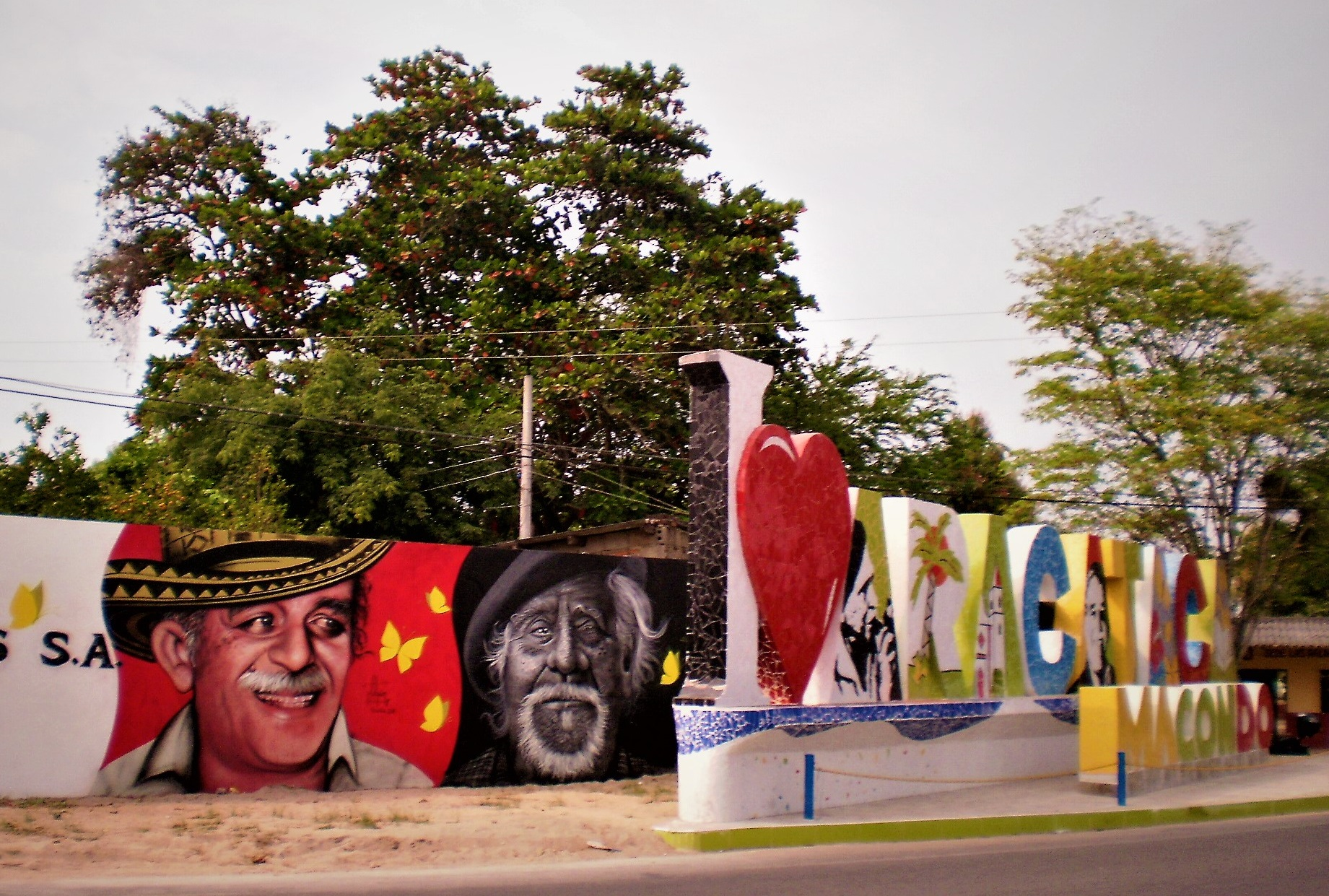
Acceso a Aracataca por la Ruta Transversal del Norte (Ruta Nacional 80)
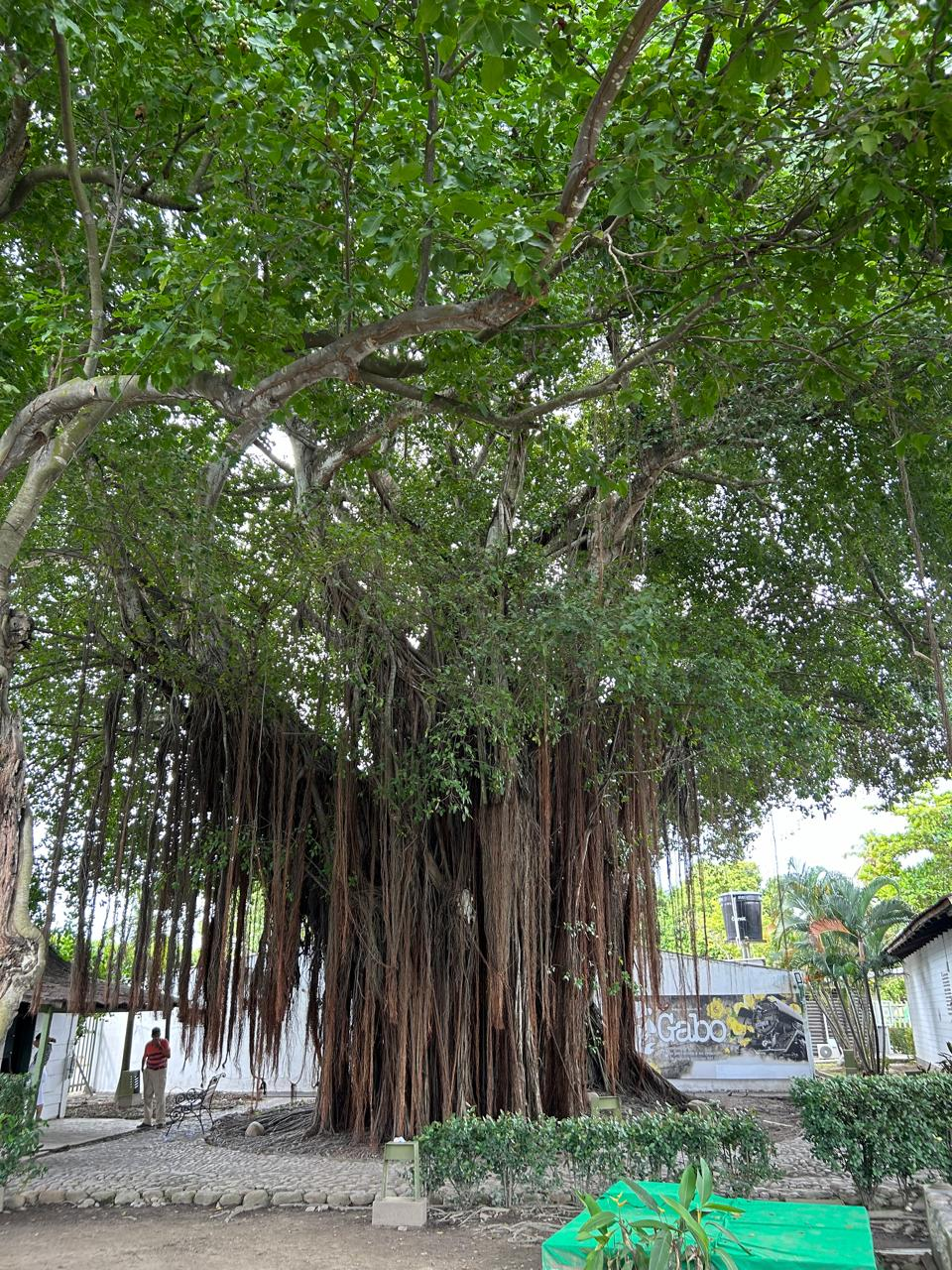
Pivijay en el traspatio de la Casa Museo Gabriel García Márquez
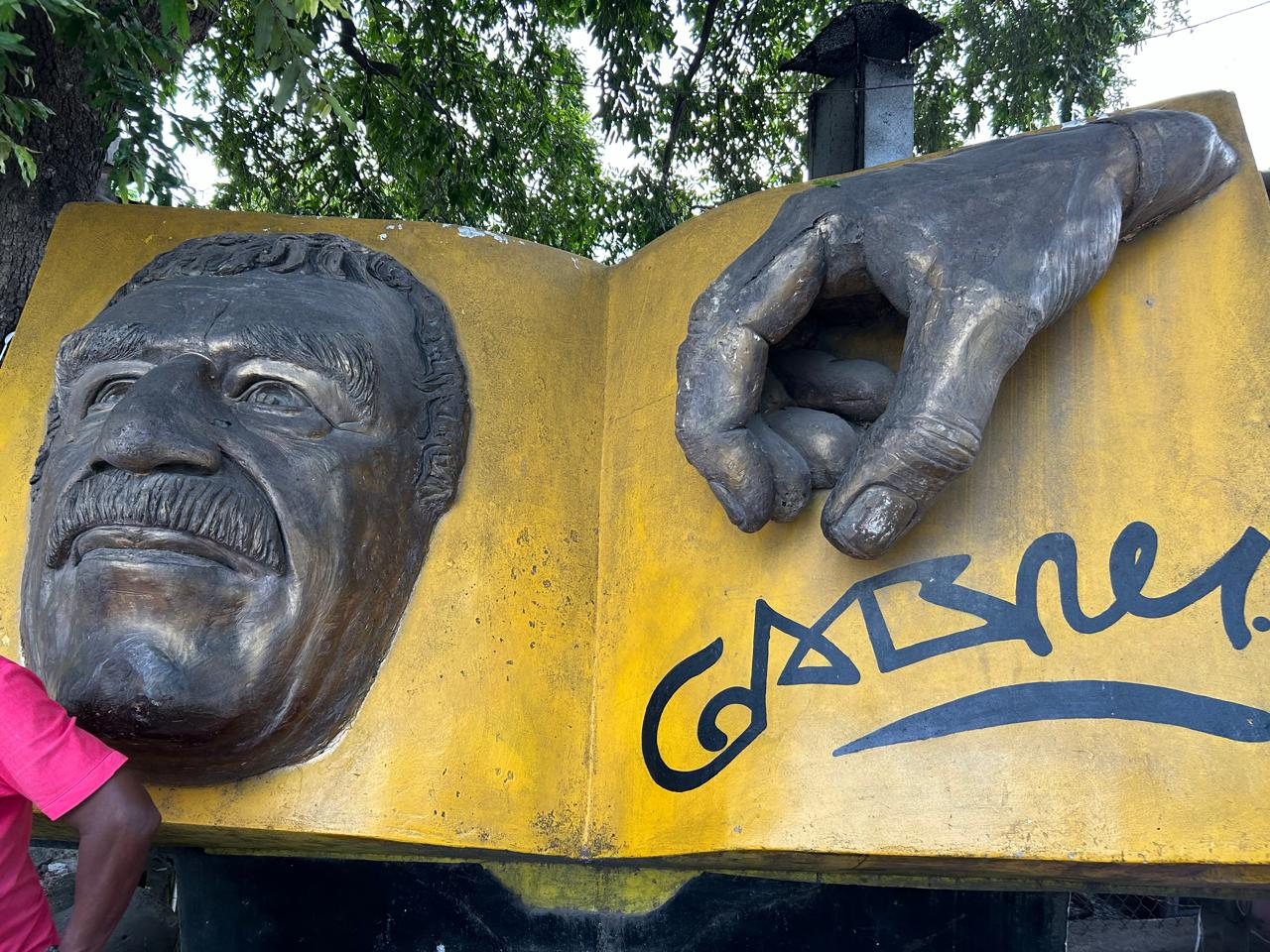
Homenaje a García Márquez
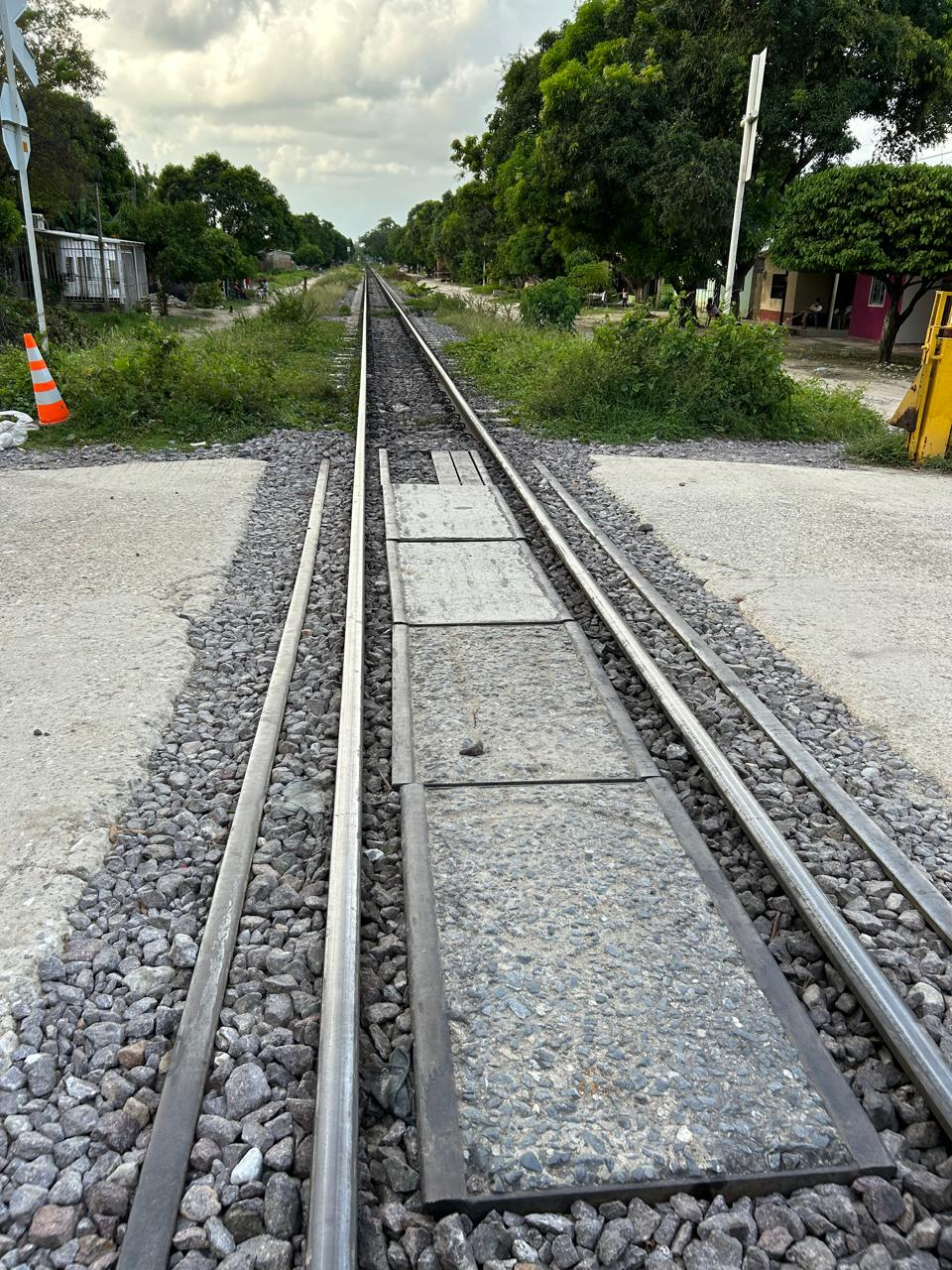
Línea férrea a su paso por Aracataca
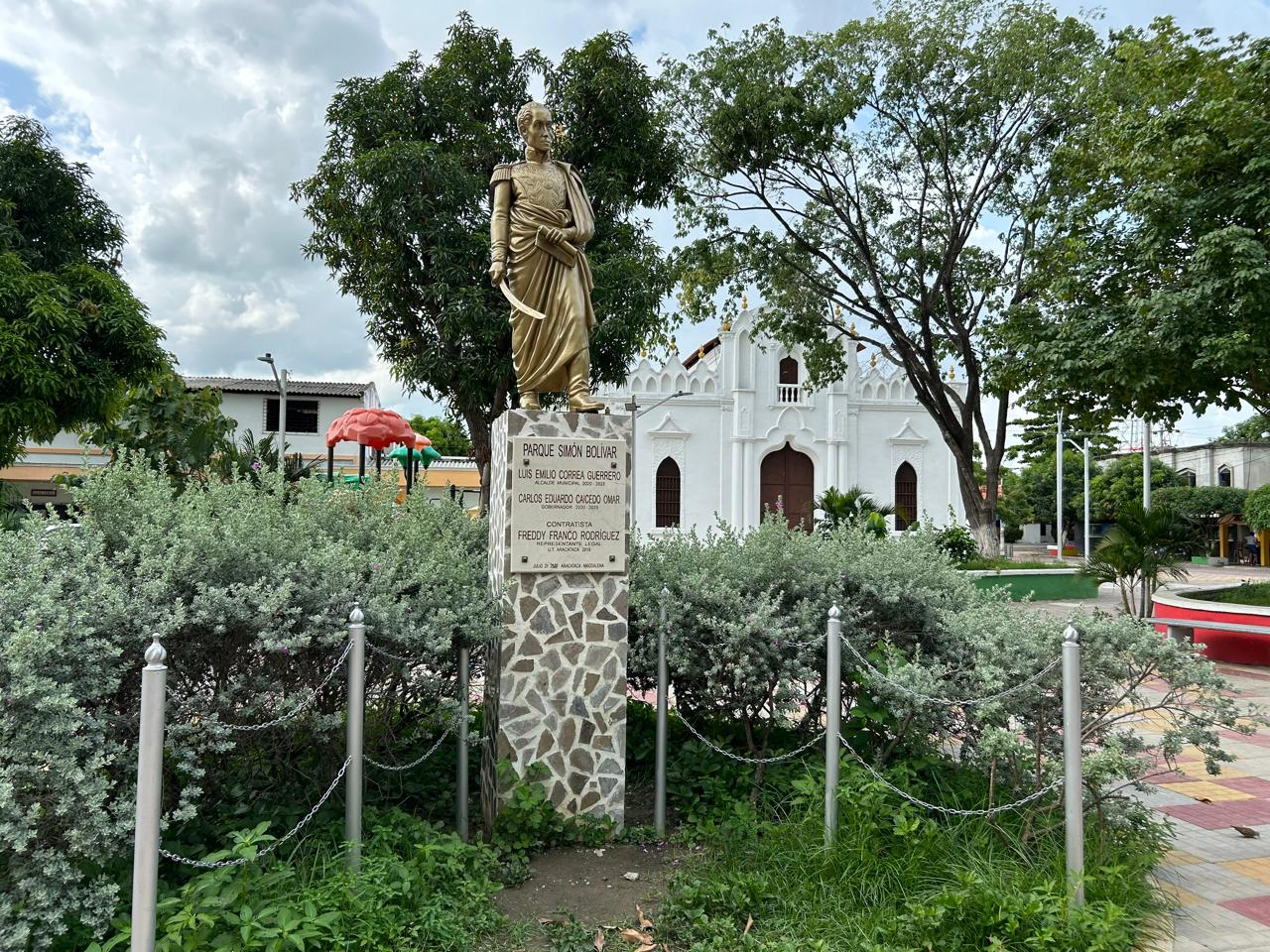
Estatua de Bolívar en la plaza principal
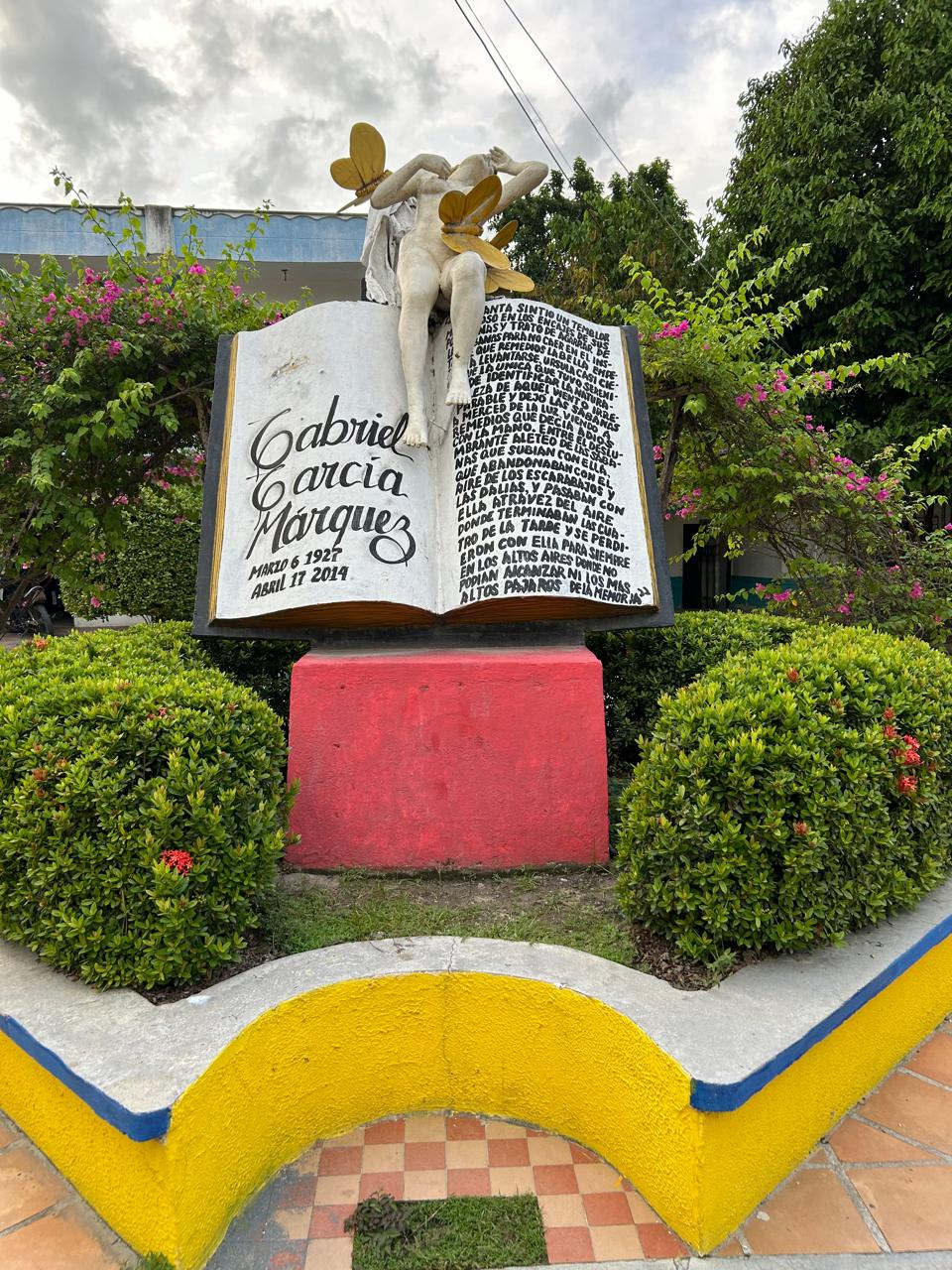
Monumento a Remedios, la bella
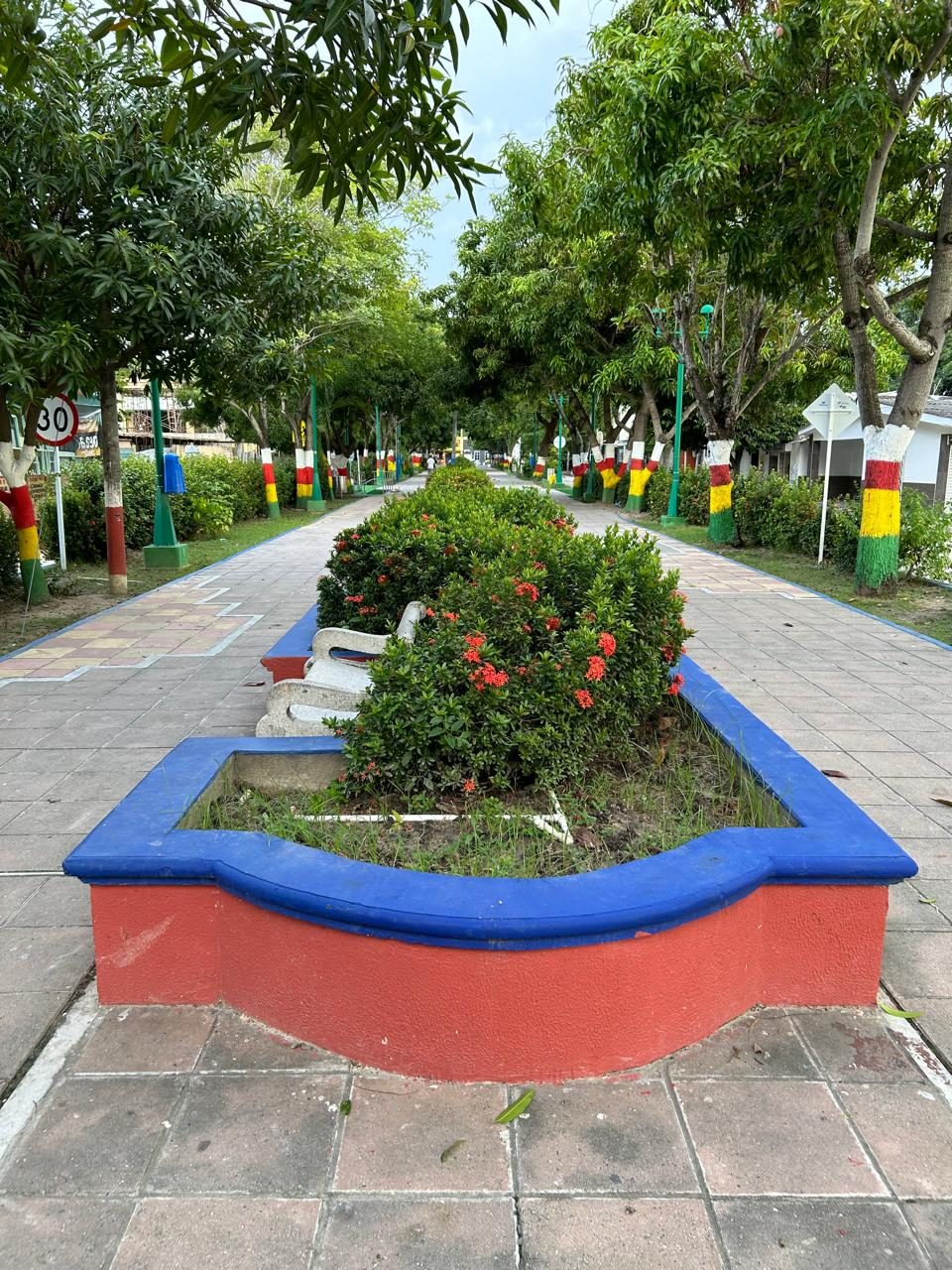
Camellón 20 de julio
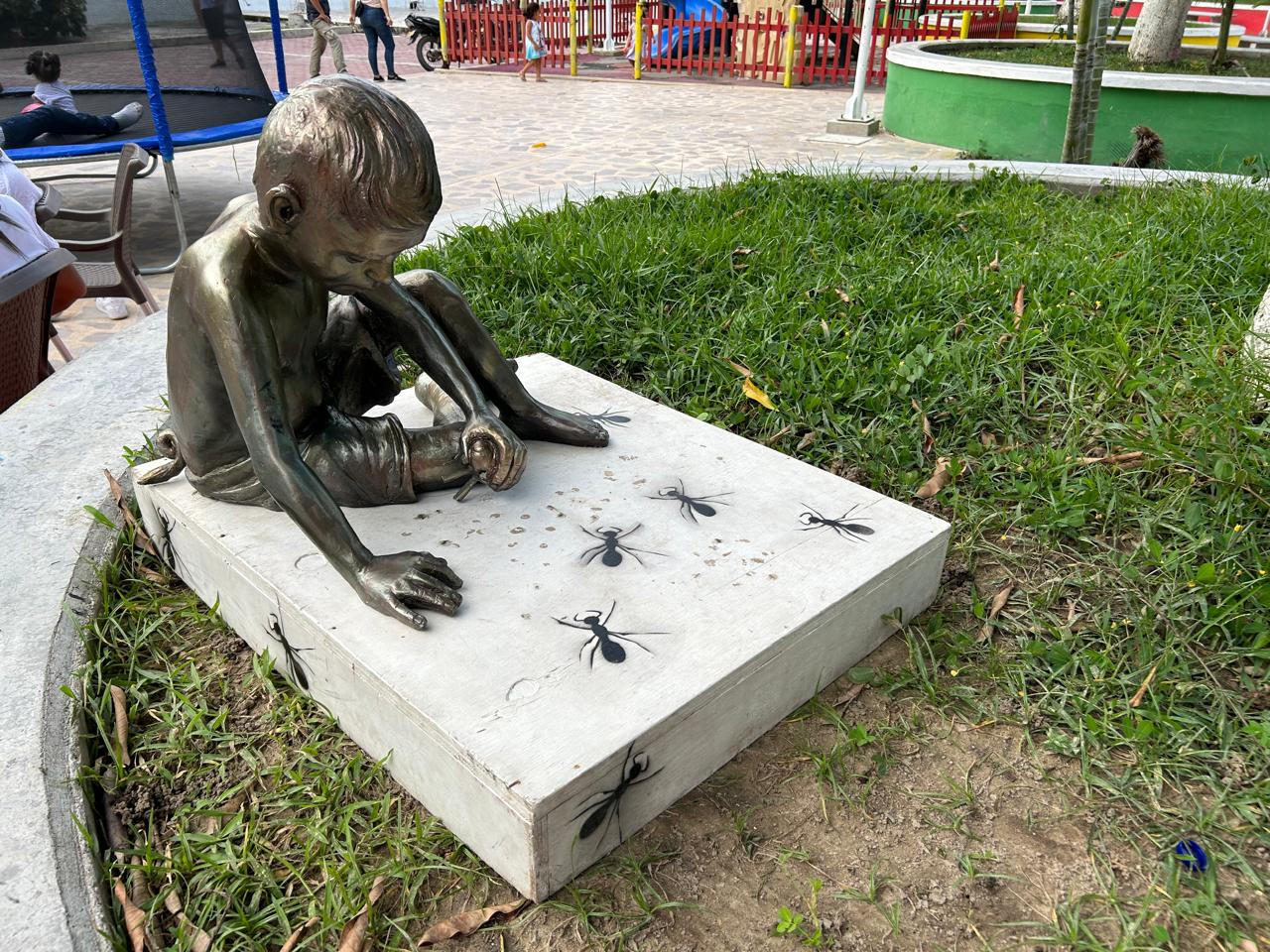
Niño con cola de cerdo y hormigas en la plaza principal